# 拉合爾交匯車站
拉合爾交匯車站（英語：Lahore Junction railway station）是巴基斯坦拉合爾的主要鐵路車站。工程在1857年獨立戰爭後不久就開工，並以中世紀城堡風格興建，帶有厚牆、砲塔和孔洞以便放置槍械和大砲，以保護建築物。車站現時由巴基斯坦鐵路管理，並是其總部。

## 圖片

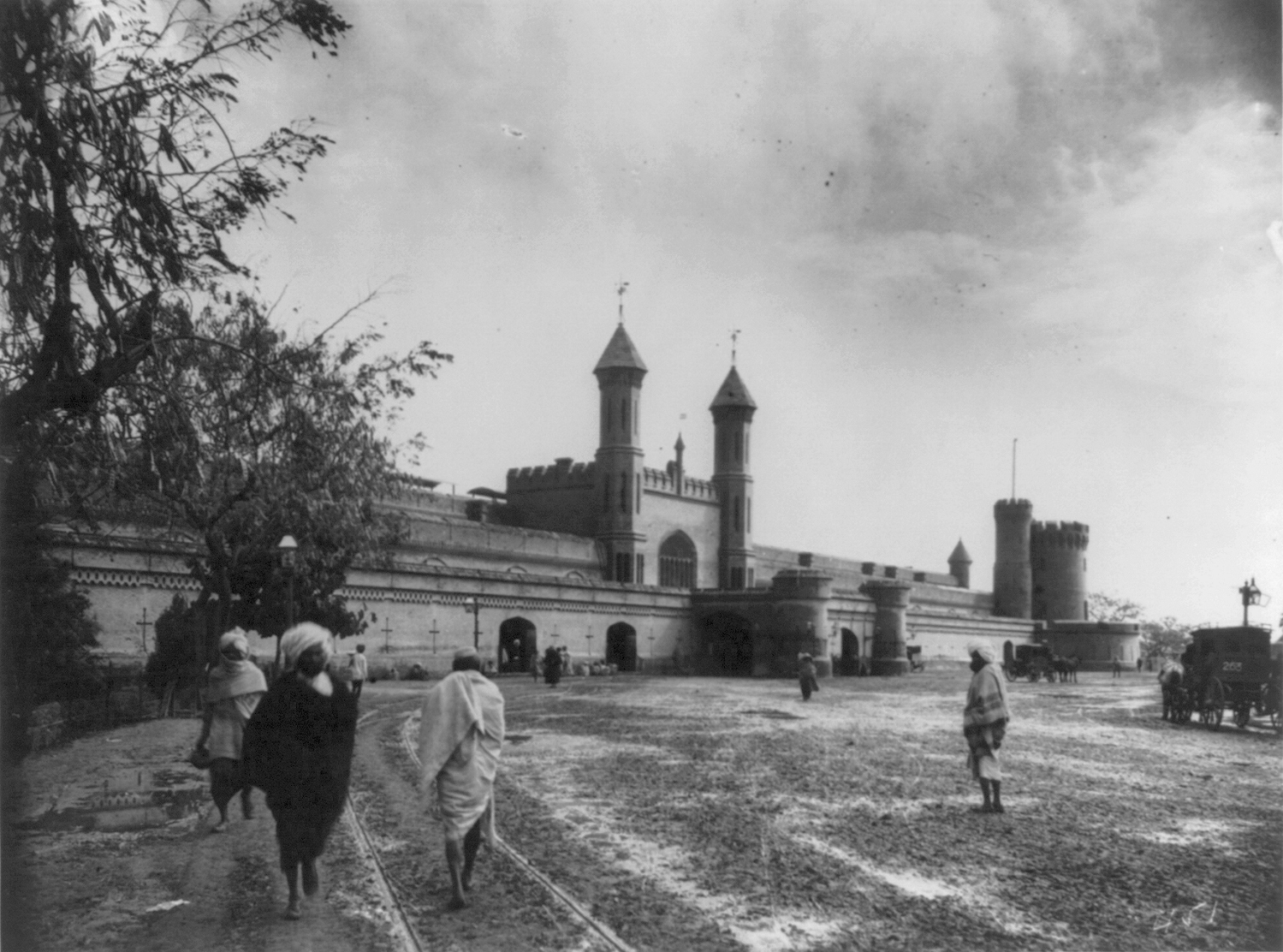
拉合爾車站前面景觀
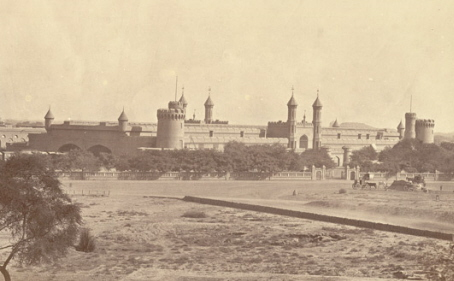
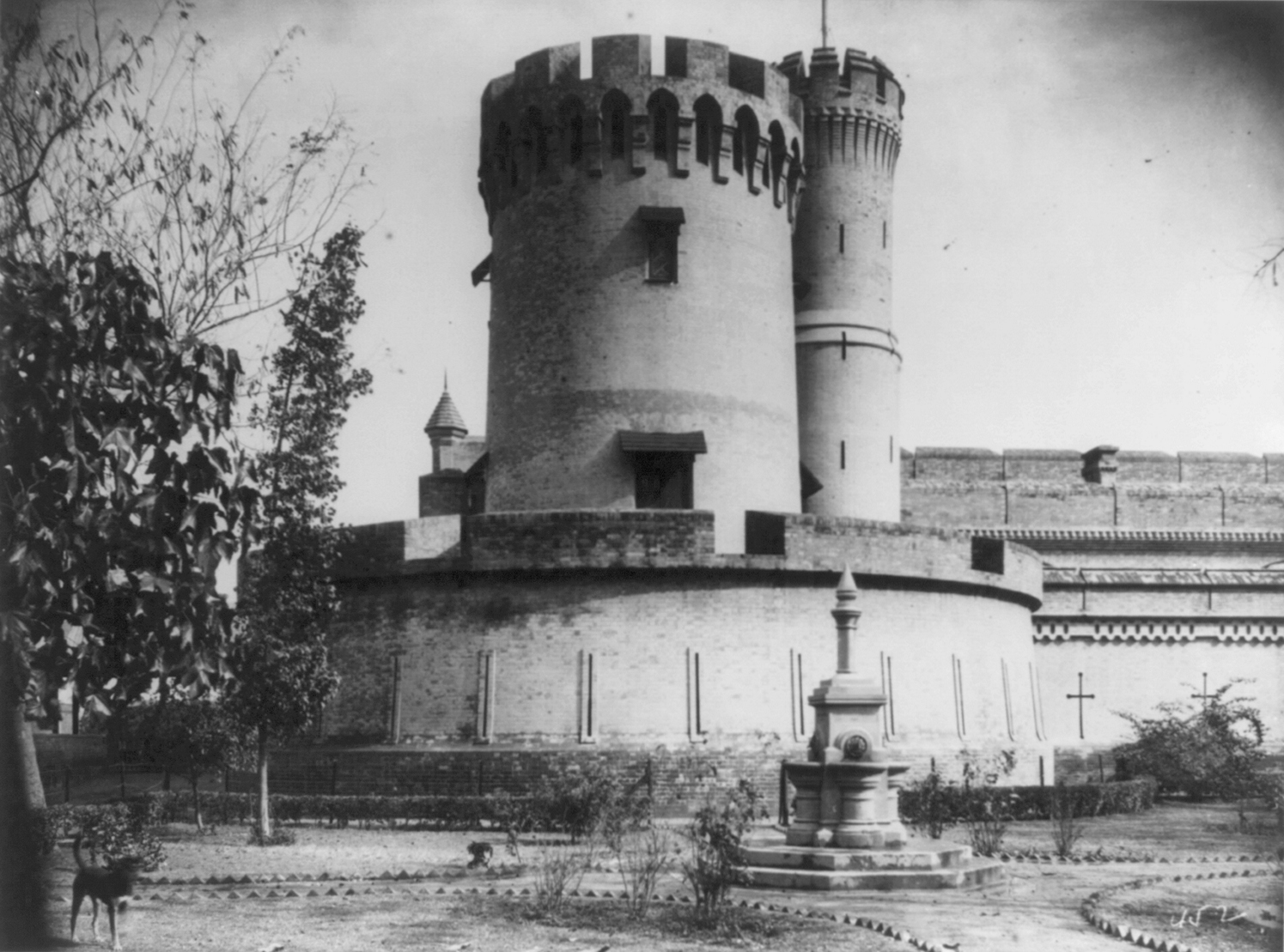
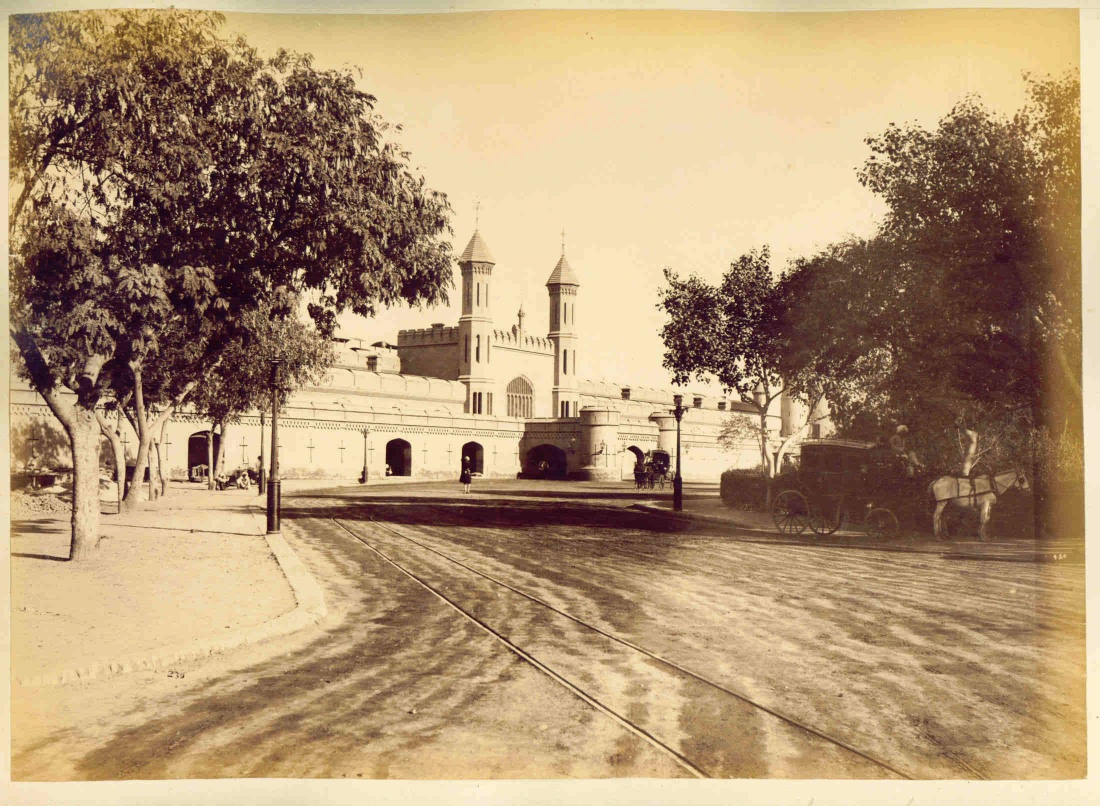
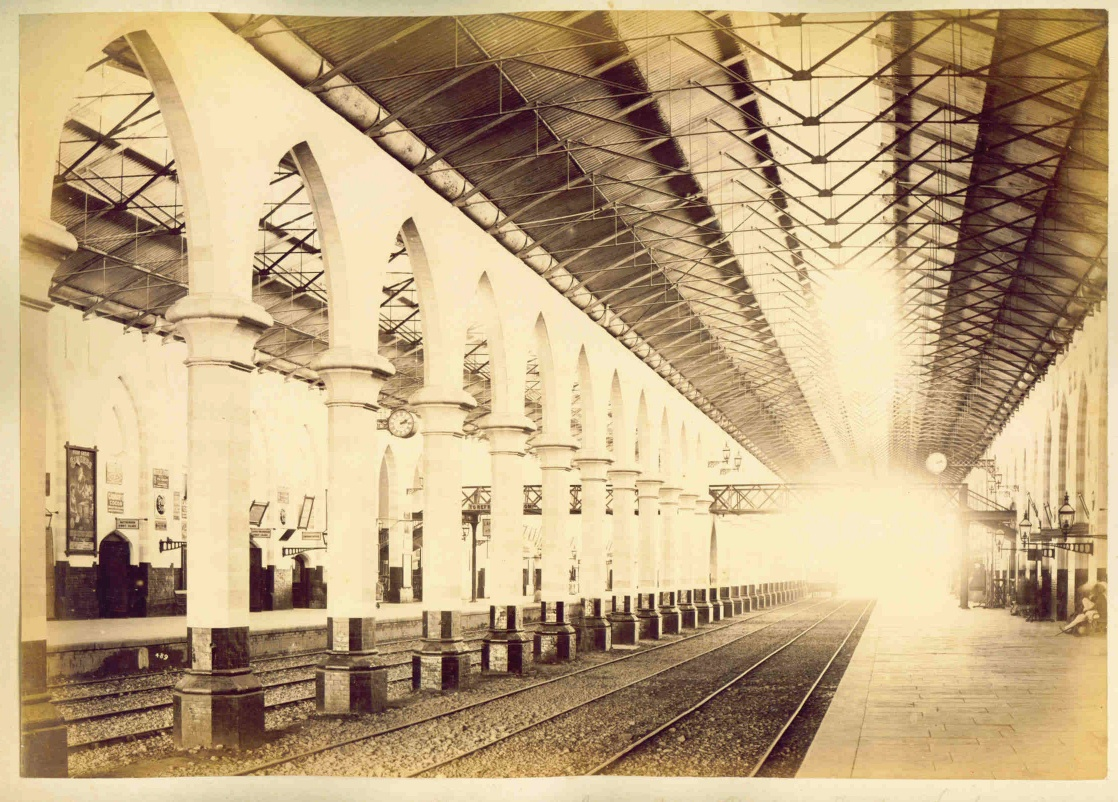
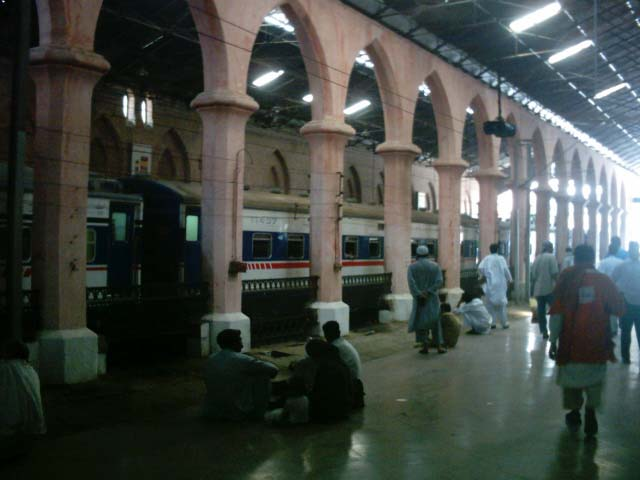
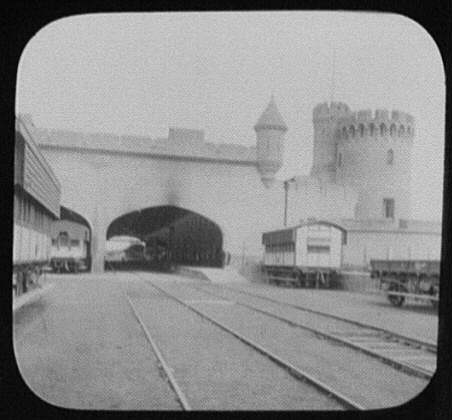
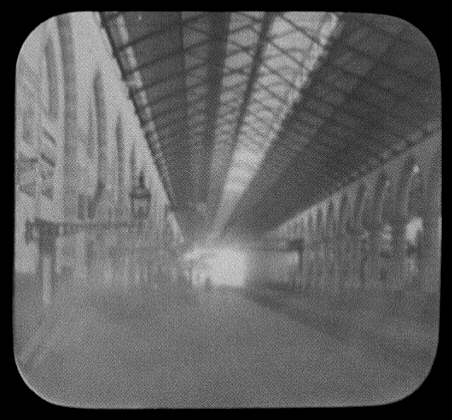
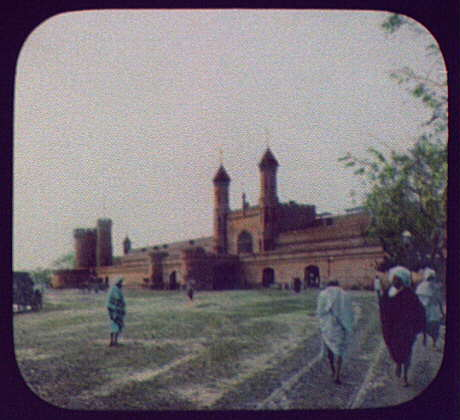

## 外部連結
- Pakistan Railways official site （页面存档备份，存于）
- A short history of Lahore railway station